# Skip reentry

Le fasi base del rientro atmosferico effettuato con uno skip reentry

Lo skip reentry (letteralmente "rientro a balzi") è una tecnica di rientro atmosferico che impiega uno o più "salti" successivi al di fuori dell'atmosfera per ottenere una grande gamma di ingressi possibili o per rallentare la sonda prima dell'entrata finale, diminuendo così l'enorme quantità di calore che è solitamente generato nelle discese più veloci. Questa tecnica permette di raggiungere più aree dove atterrare, o di raggiungere un punto di atterraggio prestabilito con un maggior numero di tempi di ingresso possibili. Tutto ciò è importante soprattutto nelle situazioni di aborto della missione.

## La tecnica
Il concetto base è quello di "tagliare" l'atmosfera con un certo angolo in modo che il velivolo sia spinto all'esterno verso lo spazio (come accade quando un ciottolo salta sulla superficie di un lago). Ogni volta la velocità della sonda viene ridotta così che essa possa alla fine scendere nell'atmosfera a una bassa velocità suborbitale.
Come l'aerocattura, lo skip reentry richiede una guida precisa. Un angolo di ingresso eccessivamente basso porterà a una velocità della navetta troppo alta, con la possibilità di uscire in modo permanente nello spazio se il veicolo supera la velocità di fuga. Un ingresso troppo ripido, tuttavia, produrrà un riscaldamento più intenso e lo stress termico potrebbe superare i limiti per i quali la navetta è progettata, con la possibilità di distruggerla.

## Storia
Lo skip reentry venne immaginato per la prima volta negli anni 1930, quando una traiettoria suborbitale a balzi venne progettata per il bombardiere tedesco Silbervogel, che non volò mai. La tecnica venne usata per le sonde del Programma Zond nei voli attorno alla Luna, i quali prevedevano un salto prima di atterrare. I salti Zond 6 e 7 furono un successo, anche se la Zond 6 fu in gran parte distrutta nell'impatto al suolo per ragioni indipendenti. Il Modulo di Comando delle missioni del programma Apollo, quando ritornava dalla Luna, era capace di effettuare un salto di ingresso.
Anche se lo Space Shuttle può attuare questa tecnica di rientro, la NASA l'ha testata su di esso solo con simulazioni al computer (Scott Horowitz, intervista NASA, 25 gennaio 2007). Non è chiaro come lo scudo termico potrebbe comportarsi sotto un riscaldamento rapido, un raffreddamento e un successivo riscaldamento.
Il modulo d'equipaggio delle Orion sarà capace di effettuare lo skip reentry, permettendo di stabilire il sito di atterraggio a partire da una grande quantità di traiettorie d'aborto.